# داء كوبنهاغن
يُعد داء كوبنهاغن، الذي يُعرف أحيانًا باسم متلازمة كوبنهاغن أو الانصهار الفقري الأمامي غير المعدي (PAVF)، اضطرابًا شوكيًا فريدًا له سمات إشعاعية مميزة. هذا مرض نادر في مرحلة الطفولة مجهول السبب، يصيب الإناث أكثر بقليل من الذكور (60%). معدل الانتشار غير معروف، ولكن جرى الإبلاغ عما يقرب من 80 إلى 100 فرد مصاب بمرض كوبنهاغن منذ عام 1949. ومع ذلك، ما يزال هناك القليل من الأبحاث المعروفة بسبب ندرة المرض. المرض نادر جدًا لدرجة أن المنظمة الوطنية للأمراض النادرة لم تذكر مرض كوبنهاغن في قاعدة بياناتها.
يؤثر مرض كوبنهاغن على أسفل الظهر، كما يتضح من فحوصات التصوير بالرنين المغناطيسي. يتميز بالاندماج التدريجي للجسم الفقري الأمامي في المنطقة الصدرية القطنية من العمود الفقري.

## شرح المرض
غالبًا ما يكون الأفراد المصابون بمرض كوبنهاغن بدون أعراض، ولكن قد تظهر عليهم أعراض تشمل آلام الظهر، وصعوبة المشي، وتيبس العمود الفقري، بما في ذلك الرقبة والظهر، مع الحداب. يمكن أن يتطور الحداب إلى زوايا تصل إلى 85 درجة. يحدث القسط العظمي الكامل مع تقدم المرض على مر السنين.
قد تظهر النتائج الإشعاعية تشوهات أمامية في الصفائح الطرفية، والتي ترتبط بالتضيق بين الفقرات في مناطق معينة. لوحظ أيضًا تآكل وعدم انتظام في الصفائح الطرفية المقابلة. يتبع هذا الاندماج، ومع ذلك لا يُرى الاندماج عادةً في مساحة القرص الخلفي إلا في المراحل المتأخرة من المرض.

### العلامات والأعراض
| الأعراض الشائعة | الأعراض غير الشائعة |
| - خلل في القرص الفقري - خلل في العمود الفقري - قصر الرأس - جسر الأنف المنخفض - شقوق الجفن المنزاحة - الوجه المسطح - الفقرة النصفية - فرط التباعد - الحداب - الأيدي الكبيرة - صغر الفك - وجه مستدير - الجنف - النثرة القصيرة - جلد سميك - حدود قرمزية رقيقة - فم واسع - جسر أنف عريض | - انقلاب وضع البطن والأحشاء - شكل وجه غير طبيعي - آلام العظام - الأعران - تصلب المفاصل - الشذوذ المورفولوجي للجهاز العصبي المركزي - الالتصاق الشعاعي الزندي القريب - تصلب العمود الفقري - قامة طويلة |

## الدراسات السريرية وتقارير الحالة

### ذكر يبلغ من العمر 15 عامًا
شاب يبلغ من العمر 15 عامًا يعاني من حداب صدري قطني كبير مع تصلب في العمود الفقري. ومع ذلك، لم يكن هناك أعراض كالألم، أو الجنف، أو الأعراض العصبية، أو مشاكل في الحركة. من خلال مزيج من التصوير بالرنين المغناطيسي للعمود الفقري، ونتائج التصوير الشعاعي، وغياب حركة المفصل العجزي الحرقفي، شخص داء كوبنهاغن. في هذا الشخص، أظهرت نتائج الاختبار اندماج الجسم الفقري الأمامي، بالإضافة إلى تآكل مساحة القرص القطني الأمامي متعدد المستويات. يمكن أن يحدث تضيق وتآكل الصفائح الطرفية في مرحلة الطفولة المبكرة والتقدم خلال فترة المراهقة أيضًا. يمكن أن يمتد التضيق للخلف، ما يؤدي إلى اندماج العمود الفقري الكامل. عند هذا الذكر البالغ من العمر 15 عامًا، أجري قطع عظم عنقي لـ T12-L1 من أجل علاج الفرد.

### أنثى تبلغ من العمر 12 عامًا
أنثى تبلغ من العمر 12 عامًا تعاني من تقوس الحداب الصدري القطني المتقدم وقدرة محدودة على حركة الرقبة. عند الولادة، عثر على تشوه الحبل المنفصل، ولكن لم تجر أي تدخلات. ولدت في فترة كاملة. كانت والدتها تبلغ من العمر 27 عامًا ووالدها يبلغ من العمر 32 عامًا، وكلاهما يتمتعان بصحة جيدة ودون روابط عائلية بين بعضهما البعض. في سن التاسعة، بدأت تواجه مشاكل في إمالة عمودها الفقري والانحناء بالإضافة إلى تحريك رأسها. كانت تعاني أيضًا من الألم، وتحديدًا في المناطق القذالية وشبه القذالية، وكانت تعاني من مشاكل في المشي لمسافات طويلة. خلال الطفولة، تطورت بشكل طبيعي، باستثناء تأخر طفيف في النمو الحركي. في سن 12، أظهر الفحص البدني أن طولها أقل بكثير من المتوسط بالنسبة لسنها بالإضافة إلى تصلب في الرقبة مع قدرة محدودة على الحركة، وخاصة الانثناء. كما لوحظ فرط رباط نسبي في الأطراف. شخصت بالانصهار الفقري الأمامي غير المعدي الذي حدث في ثلاثة مستويات فقرية بما في ذلك العمود الفقري العنقي، ومستوى عنق الرحم، والمفصل القطني العجزي. استخدم التصوير المقطعي المحوسب للحصول على تفاصيل التشوه الفقري الذي أظهر اندماج الكتل الجانبية للمحور على العمود الفقري العنقي مع C3، واندماج C7-T5 وT6-T7، واندماج L5-S1. بالإضافة إلى ذلك، وُجد أنها مصابة بالانقلاب الحشوي.

### ذكر يبلغ من العمر 8 سنوات
طفل يبلغ من العمر 15 شهرًا يعاني من تقوس العمود الفقري والصلابة. كان لديه تاريخ من عيب الحاجز الأذيني وعزل الرئة التي عولجت. وجد أيضًا أنه يعاني من عدم انتظام في الصفيحة الطرفية الأمامية. عندما كان يبلغ من العمر 8 سنوات، ساء الحداب إلى درجة شديدة (85 درجة) وأظهر التصوير أنه في هذه المرحلة كان يعاني من تضيق متعدد المستويات في الصفيحة الطرفية الأمامية ووذمة الصفيحة الطرفية الأمامية. أجريت جراحة العمود الفقري.

### ذكر يبلغ من العمر 12 عامًا
عثر على شاب يبلغ من العمر 12 عامًا ولديه تاريخ من الحداب الصدري القطني التدريجي لديه اندماج أمامي شبه كامل بين مستويين عند تقاطع الصدر القطني، T12-L1 وL1-L2. حدد ذلك من خلال استخدام التصوير الشعاعي والتصوير بالرنين المغناطيسي. من أجل علاج تشوهه، كان لديه إطلاق أمامي وأدوات في العمود الفقري. بسبب مشاكل طبية أخرى، تأخر العلاج.

### أنثى تبلغ من العمر 9 سنوات
طفلة تبلغ من العمر 9 سنوات تعاني من تصلب في العمود الفقري، والجنف، وكذلك اختلاف في طول الأطراف. ولدت مع تضيق رئوي وأجرت عدة جراحات للقلب في ذلك الوقت. طوال فترة الطفولة، وجد أنها قصيرة القامة. في سن العاشرة، أظهر التصوير بالرنين المغناطيسي اندماجًا صلبًا في L1 / 2 وL3 / 4 وأظهر التصوير الشعاعي آفات تضخم الغضروف. كان لها أيضًا تاريخ عائلي يتضمن تعظم الرباط الشوكي الخلفي الطولي، ولكن من غير المعروف ما إذا كان هذا مرتبطًا بحالة الأنثى.

### تحليل بأثر رجعي لعشرة أفراد مصابين بمرض كوبنهاغن
أجريت دراسة بأثر رجعي من أجل فهم أفضل للعرض التقديمي والإدارة والنتائج السريرية للأفراد الذين عولجوا جراحيًا وغير جراحيًا لمرض كوبنهاغن. تكونت الدراسة من 10 أفراد يعانون من داء كوبنهاغن. سبعة أفراد عولجوا بدون جراحة وثلاثة عولجوا بشكل جراحي. تابعت الدراسة مع الأفراد في حوالي 14.7 سنة (متوسط). جرى قياس جودة الحياة المتعلقة بالصحة (HRQOL) من خلال مؤشر الإعاقة Oswestry (ODI)، والمسح الصحي القصير النموذج 12 (SF-12)، والمقياس التناظري البصري (VAS). كان ظهور آلام الظهر شائعًا بين الأفراد. أظهرت النتائج عدم وجود فرق كبير عند مقارنة الدرجات الوظيفية في وقت التشخيص مقابل المتابعة الأخيرة. بالإضافة إلى ذلك، لم يعثر على فرق كبير في الدرجات الوظيفية بين مجموعات العلاج المنطوق وغير الجراحي.
استنادًا إلى اختبارات النتائج الوظيفية في هذه الدراسة، فإن نقطة الفصل هي أن مرض كوبنهاغن يميل إلى البقاء مستقرًا بمرور الوقت أو حدوث تحسينات طفيفة. قد تؤدي العلاجات الجراحية وغير الجراحية إلى وقف تفاقم الحداب بدرجات متفاوتة. ومع ذلك، فإنه لا يرتبط بالتغيرات في الأعراض.